# Perry Pirkanen
Perry Pirkanen je americký herec. V Itálii se stal slavným díky hororům Kanibalové a Canibal Ferox.

## Filmografie
- Kanibalové (1979)
- Paura nella città dei morti viventi (1980)
- Cannibal Ferox (1981)
- Čelisti 5 (1995)